# سي كويست دي إس في
سي كويست دي إس في (بالإنجليزية: SeaQuest DSV)‏ (منمق باسم seaQuest DSV وتم الترويج له أيضًا على أنه seaQuest ببساطة) هو مسلسل تلفزيوني أمريكي للخيال العلمي أنشأه Rockne S. O'Bannon. تم بثه في الأصل على هيئة الإذاعة الوطنية بين عامي 1993 و1996. في موسمه الأخير ، تمت إعادة تسميته إلى seaQuest 2032. تدور أحداثه في «المستقبل القريب» - في الأصل عام 2018 في الموسم الأول - خلطت seaQuest DSV الدراما العالية مع الخيال العلمي الواقعي. قام في الأصل ببطولة روي شيدر في دور الكابتن ناثان بريدجر، مصمم وقائد الغواصة البحرية التي تحمل الاسم نفسه seaQuest DSV 4600. جوناثان برانديز في دور لوكاس وولينزاك، عبقري كمبيوتر مراهق وضعه على متن seaQuest بواسطة والده، وستيفاني بيتشام في دور كريستين ويستفالن، كبير المسؤولين الطبيين ورئيس قسم علوم البحار. في الموسم الثالث، حل مايكل أيرونسايد محل شايدر كقائد للمسلسل وتم اختياره ككابتن أوليفر هدسون. كان من بين الحاضرين أيضًا شخصية دولفين تدعى داروين، والتي تمكنت، بسبب التقدم التكنولوجي، من التواصل مع الطاقم. أعرب ستيفن سبيلبرغ عن اهتمامه بالمشروع وعمل كأحد المنتجين التنفيذيين للمعرض خلال الموسمين الأولين.
تميز إنتاج الموسم الأول بالنزاعات بين المنتجين و هيئة الإذاعة الوطنية وأعضاء فريق التمثيل، والتغيرات في طاقم الإنتاج، وحتى حدوث زلزال. احتوى الموسم الثاني على تغييرات في فريق التمثيل بالإضافة إلى الخلافات المستمرة بين أعضاء فريق العمل والمنتجين، بينما قدم الموسم الثالث ممثلًا رئيسيًا جديدًا ولقبًا. بينما كانت شعبية في البداية، بدأت المسلسل في الانخفاض في التصنيفات طوال مسيرته وتم إلغاؤه فجأة في منتصف موسمه الثالث.

## وصلات خارجية
- سي كويست دي إس في على موقع IMDb (الإنجليزية)
- سي كويست دي إس في على موقع ميتاكريتيك (الإنجليزية)
- سي كويست دي إس في على موقع روتن توميتوز (الإنجليزية)
- سي كويست دي إس في على موقع أول موفي (الإنجليزية)
- سي كويست دي إس في على موقع فيلمافينيتي (الإسبانية)
- سي كويست دي إس في على موقع قاعدة بيانات الأفلام السويدية (السويدية)
- سي كويست دي إس في على موقع كينوبويسك (الروسية)
- سي كويست دي إس في على موقع ألو سيني (الفرنسية)
- سي كويست دي إس في على موقع قاعدة بيانات الفيلم (الإنجليزية)